# Sorex hoyi
Pour les articles homonymes, voir Musaraigne pygmée.
Espèce
Statut de conservation UICN

 LC  : Préoccupation mineure
La Musaraigne pygmée, Musaraigne pygmée d'Amérique ou Musaraigne pygmée américaine (Sorex hoyi Baird, 1857 ou Microsorex hoyi) est une petite espèce d'insectivore de la famille des soricidés. Elle est le plus petit mammifère de l'Est du Canada. On la retrouve dans les régions boréales d'Amérique du Nord. Elle est de couleur brun rougeâtre ou grisâtre.

## Caractéristiques
La couleur de la Musaraigne pygmée varie du brun rougeâtre au brun grisâtre, et son ventre est plus pâle que son dos. Durant la saison hivernale, elle devient plus grise et son ventre est alors presque blanc. Elle a une longueur totale de 7,3 à 10,5 cm, y compris la queue, de 2,2 à 3,8 cm de long. Ses pieds mesurent entre 9 et 12 mm et ses oreilles 5 mm. Le poids des individus adultes varie entre 2,3 et 7,3 g. Les mâles et les femelles ont sensiblement la même taille.
Cette espèce se distingue de la Musaraigne cendrée par sa queue plus courte. Elle a trois petites dents unicuspidées derrière ses incisives supérieures. Son cœur bat 1 200 fois par minute, ce qui en fait le record du monde animal.
Sa longévité est de 14 à 18 mois.

## Mœurs
La Musaraigne pygmée est active à l'année longue et vit surtout la nuit. Elle emprunte souvent les galeries creusées par des musaraignes plus grandes ou par des campagnols. Durant la saison hivernale, il lui arrive de se déplacer sous la neige, mais elle préfère utiliser les galeries souterraines.

## Reproduction
Les femelles ont habituellement chaque année une ou deux portées de trois à huit petits, mais généralement de cinq à six. La période d'accouplement s'étire de juin jusqu'en août.

## Alimentation
L'alimentation de la Musaraigne pygmée est principalement composée de petits insectes et de leurs larves. Elle se nourrit aussi d'araignées, de centipèdes, d'escargots, de limaces et de vers.

## Prédation
Les prédateurs de la Musaraigne pygmée comprennent les buses, les chats domestiques et les couleuvres rayées.

## Répartition et habitat

Carte de répartition.

L'aire de répartition de la Musaraigne pygmée comprend tout le Canada à l'exception de la toundra, des Prairies, de la côte du Pacifique et de l'île de Terre-Neuve. Elle comprend aussi l'est des États-Unis jusqu'en Caroline du Nord.
On la retrouve dans les forêts, les zones humides, les zones sèches à proximité d'un cours d'eau, les zones herbeuses, les tourbières et les marécages. Elle se fabrique un nid de forme sphérique avec des herbes et des feuilles situé dans l'humus.